# 辽河农场 (内蒙古)
辽河农场，是中国内蒙古自治区通辽市开鲁县的一个国有农场。所在区域列为开鲁县的一个类似乡级单位。
《开鲁县辽河农场国土空间规划（2021——2035）》提及辽河农场下辖十二个分场。所在区域分为三个部分。场部及周边区域为中心的中心场区面积为93.77公顷。中心场区北为吉日嘎郎吐镇，西南为东来镇。

## 行政区划
共辖以下地区：一分场、二分场、三分场、四分场、五分场、六分场、七分场、八分场、九分场、十分场、十一分场和十二分场。